# Wieliszewo
Wieliszewo (kaszb. Wielëszewò) – wieś w Polsce położona w województwie pomorskim, w powiecie słupskim, w gminie Potęgowo.
W latach 1975–1998 miejscowość administracyjnie należała do województwa słupskiego.
- Wieliszewo. powiatslupsk.info. [zarchiwizowane z tego adresu (2007-02-06)].